# Doncaster Central (circonscription britannique)

La circonscription dans le Yorkshire du Sud.

La circonscription de Doncaster Central est une circonscription électorale anglaise située dans le Yorkshire du Sud, et représentée à la Chambre des communes du Parlement britannique depuis 1997 par Rosie Winterton du Parti travailliste (en).